# 鼎湖钓樟
鼎湖钓樟（学名：Lindera chunii）为樟科山胡椒属下的一个种。